# Saint-Martin-de-Vers
Saint-Martin-de-Vers (en occitano Sent Martin de Vèrn) era una comuna francesa situada en el departamento de Lot, de la región de Occitania, que el 1 de enero de 2016 pasó a ser una comuna delegada de la comuna nueva de Les Pechs-du-Vers al fusionarse con la comuna de Saint-Cernin.

## Demografía
| Gráfica de evolución demográfica de Saint-Martin-de-Vers entre 1800 y 2013 |
|                                                                            |

Los datos demográficos contemplados en este gráfico de la comuna de Saint-Martin-de-Vers se han cogido de 1800 a 1999 de la página francesa EHESS/Cassini, y los demás datos de la página del INSEE.